# Wilhelm I (król Niderlandów)
Wilhelm I (Willem Frederik z domu Oranje-Nassau, ur. 24 sierpnia 1772 w Hadze, zm. 12 grudnia 1843 w Berlinie) – Suwerenny Książę Niderlandów w latach 1813–1815 jako Wilhelm VI, król Zjednoczonych Niderlandów oraz wielki książę Luksemburga w latach 1815–1840, książę Limburgii w latach 1839–1840.
W 1840 na zaproszenie córki Marianny Orańskiej przybył w Sudety i razem z nią 20 lipca dotarł na szczyt Śnieżnika.

## Życiorys
Urodzony jako Wilhelm Fryderyk w 1772 roku. Był synem Wilhelma V Orańskiego i jego żony Wilhelminy. Do 1813 nosił tytuł książę Wilhelm VI Orański.
W latach 1793–1795 prowadził wojnę z Francją. W 1806 wstąpił do wojska pruskiego, a w 1809 do austriackiego. W 1815 został królem zjednoczonej Holandii i Belgii, jednak jego nieudolne rządy doprowadziły do oderwania się Belgii wskutek rewolucji w 1830. 7 października 1840 abdykował na rzecz syna.

## Małżeństwo i potomstwo
W 1791 ożenił się z Fryderyką Luizą (Wilhelminą von Hohenzollern) – córką króla Prus, Fryderyka Wilhelma II, z którą miał troje dzieci:
- Wilhelma Fryderyka Jerzego Ludwika, późniejszego króla Wilhelma II (1792–1849),
- Wilhelma Fryderyka Karola (1797–1881),
- Wilhelminę Fryderykę Louise Charlottę Mariannę, znaną na ziemi kłodzkiej jako królewna Marianna Orańska (1810–1883).

Kiedy Fryderyka Luiza zmarła (w 1837), ożenił się powtórnie z hrabiną Henriëtte d’Oultremont de Wégimont (Berlin 1841). Po dwóch latach Wilhelm zmarł.
| Prapradziadkowie                                                              | Stadhouder Henryk Kazimierz II z Nassau-Dietz (1657–1696) ∞1683 Henrietta Amalia z Anhalt-Dessau (1666–1726) | landgraf Hesji Karol I Heski (1654–1730) ∞1673 Maria Anna kurlandzka (1653–1711)                     | król Wielkiej Brytanii Jerzy I Hanowerski (1660–1727) ∞1682 Zofia Dorota z Celle (1666–1726)         | margrabia Jan Fryderyk Hohenzollern (1654–1686) ∞1681 Eleonora z Saksonii-Eisenach (1662–1696)       | król w Prusach Fryderyk I Pruski (1657–1713) ∞1684 Zofia Charlotta Hanowerska (1668–1705)            | król Wielkiej Brytanii Jerzy I Hanowerski (1660–1727) ∞1682 Zofia Dorota z Celle (1666–1726)         | Ferdynand Albrecht I z Brunszwiku-Lüneburga (1636–1687) ∞1667 Krystyna Wilhelmina z Hesji-Eschwege (1649–1702)              | Ludwik Rudolf z Brunszwiku-Lüneburga (1672–1735) ∞1690 Krystyna Luiza Oettingen (1671–1747)                                 |
| Pradziadkowie                                                                 | Jan Wilhelm Friso (1684–1711) ∞1709 Maria Ludwika z Hesji-Kassel (1688–1765)                                 | Jan Wilhelm Friso (1684–1711) ∞1709 Maria Ludwika z Hesji-Kassel (1688–1765)                         | król Wielkiej Brytanii Jerzy II Hanowerski (1683–1760) ∞1705 Karolina Hohenzollern (1683–1737)       | król Wielkiej Brytanii Jerzy II Hanowerski (1683–1760) ∞1705 Karolina Hohenzollern (1683–1737)       | król w Prusach Fryderyk Wilhelm I Pruski (1688–1740) ∞1706 Zofia Dorota Hanowerska (1687–1757)       | król w Prusach Fryderyk Wilhelm I Pruski (1688–1740) ∞1706 Zofia Dorota Hanowerska (1687–1757)       | książę Ferdynand Albrecht II z Brunszwiku-Lüneburga (1680–1735) ∞1712 Antonina Amalia z Brunszwiku-Wolfenbüttel (1696–1762) | książę Ferdynand Albrecht II z Brunszwiku-Lüneburga (1680–1735) ∞1712 Antonina Amalia z Brunszwiku-Wolfenbüttel (1696–1762) |
| Dziadkowie                                                                    | Stadhouder Zjednoczonych Prowincji Wilhelm IV Orański (1711–1751) ∞1734 Anna Hanowerska (1709–1759)          | Stadhouder Zjednoczonych Prowincji Wilhelm IV Orański (1711–1751) ∞1734 Anna Hanowerska (1709–1759)  | Stadhouder Zjednoczonych Prowincji Wilhelm IV Orański (1711–1751) ∞1734 Anna Hanowerska (1709–1759)  | Stadhouder Zjednoczonych Prowincji Wilhelm IV Orański (1711–1751) ∞1734 Anna Hanowerska (1709–1759)  | August Wilhelm Hohenzollern (1722–1758) ∞1742 Luiza Amelia z Brunszwiku-Wolfenbüttel (1722–1780)     | August Wilhelm Hohenzollern (1722–1758) ∞1742 Luiza Amelia z Brunszwiku-Wolfenbüttel (1722–1780)     | August Wilhelm Hohenzollern (1722–1758) ∞1742 Luiza Amelia z Brunszwiku-Wolfenbüttel (1722–1780)                            | August Wilhelm Hohenzollern (1722–1758) ∞1742 Luiza Amelia z Brunszwiku-Wolfenbüttel (1722–1780)                            |
| Rodzice                                                                       | Stadhouder Zjednoczonych Prowincji Wilhelm V Orański (1748–1806) ∞1767 Wilhelmina Pruska (1751–1820)         | Stadhouder Zjednoczonych Prowincji Wilhelm V Orański (1748–1806) ∞1767 Wilhelmina Pruska (1751–1820) | Stadhouder Zjednoczonych Prowincji Wilhelm V Orański (1748–1806) ∞1767 Wilhelmina Pruska (1751–1820) | Stadhouder Zjednoczonych Prowincji Wilhelm V Orański (1748–1806) ∞1767 Wilhelmina Pruska (1751–1820) | Stadhouder Zjednoczonych Prowincji Wilhelm V Orański (1748–1806) ∞1767 Wilhelmina Pruska (1751–1820) | Stadhouder Zjednoczonych Prowincji Wilhelm V Orański (1748–1806) ∞1767 Wilhelmina Pruska (1751–1820) | Stadhouder Zjednoczonych Prowincji Wilhelm V Orański (1748–1806) ∞1767 Wilhelmina Pruska (1751–1820)                        | Stadhouder Zjednoczonych Prowincji Wilhelm V Orański (1748–1806) ∞1767 Wilhelmina Pruska (1751–1820)                        |
| Wilhelm I Oranje-Nassau (1772–1843), król Holandii, wielki książę Luksemburga | | | | | | | | |